# Borislav Stoychev
Borislav Stoychev (Haskovo, Bulgaria, 26 de noviembre de 1986) es un futbolista búlgaro. Juega de defensor y su equipo actual es el Ethnikos Achnas de la Primera División de Chipre.

## Selección
Ha sido internacional con la Selección de Bulgaria en 1 ocasión.

## Clubes
| Club                     | País     | Año           | PJ | Goles |
| ------------------------ | -------- | ------------- | -- | ----- |
| Levski Sofia             | Bulgaria | 2005 - 2007   | 4  | 0     |
| Vidima-Rakovski (Cedido) | Bulgaria | 2007 - 2008   |    |       |
| Chernomorets Burgas      | Bulgaria | 2008          |    |       |
| Naftex Burgas (Cedido)   | Bulgaria | 2008 - 2009   |    |       |
| Sliven                   | Bulgaria | 2009          | 5  | 0     |
| Lyubimets 2007           | Bulgaria | 2009 - 2010   |    |       |
| Sliven                   | Bulgaria | 2010          |    |       |
| Minyor Pernik            | Bulgaria | 2010 - 2012   | 50 | 4     |
| Beroe                    | Bulgaria | 2012 - 2014   | 45 | 2     |
| Levski Sofia             | Bulgaria | 2014-2015     | 30 | 0     |
| Atromitos FC             | Grecia   | 2015          | 5  | 0     |
| Chernomorets Burgas      | Bulgaria | 2016          | 8  | 0     |
| Ethnikos Achnas          | Chipre   | 2016-presente | 27 | 1     |